# Ani Choying Drolma
Ani Choying Drolma (in nepalese: आनी छोइङ डोल्मा), conosciuta anche come Choying Dolma e Ani Choying (Ani, un è un onorifico), (Katmandu, 4 giugno 1971) è una cantante e monaca buddista nepalese, conosciuta in Nepal e in tutto il mondo per aver portato molti canti buddisti tibetani e canzoni per banchetti al pubblico tradizionale. È stata recentemente nominata Ambasciatrice di buona volontà dell'UNICEF in Nepal.

## Biografia
Ani Choying è nata il 4 giugno 1971 a Katmandu, in Nepal, da esuli tibetani. Entrò nella vita monastica come mezzo di fuga dal padre fisicamente violento e fu accettata nel convento delle monache di Nagi Gompa all'età di 13 anni. Per alcuni anni, il maestro di canto residente nel monastero (che è stato addestrato direttamente dalla moglie di Tulku Urgyen Rinpoche) ha insegnato ad Ani Choying la musica per la quale è famosa.

### Carriera musicale
Nel 1994, il chitarrista Steve Tibbetts visitò il convento e alla fine registrò gran parte della musica tibetana con Ani Choying su due album. Le registrazioni, intitolate Chö e Selwa, sono state pubblicate con grande successo di critica. Tibbetts e Ani Choying si esibiscono in piccoli tour di esibizioni, che includono spettacoli in diversi monasteri storici tibetani.

### Attività umanitarie
Ani Choying è stata coinvolta in diverse opere umanitarie. Ha sostenuto la necessità di un inno ufficiale della Terra per il pianeta sostenendo gli sforzi del diplomatico e poeta indiano Abhay Kumar in questa direzione. Ha fatto parte dell'India Inclusion Summit dove ha tenuto un discorso commovente.

## Discografia

### Album in studio
- 1997 – Chö (con Steve Tibbetts)
- 1999 – Dancing Dakini (con Sina Vodjani)
- 2000 – Choying
- 2004 – Moments Of Bliss
- 2004 – Selwa (con Steve Tibbetts)
- 2005 – Smile
- 2006 – Taking Refuge
- 2006 – Inner Peace
- 2007 – Time
- 2009 – Aama
- 2010 – Matakalaa
- 2010 – Inner Peace 2
- 2011 – Mangal Vani
- 2012 – Clear Light
- 2013 – Zariya (con A. R. Rahman e Farah Siraj) – Coke Studio (Season 3) at MTV[5]

### Compilation
- 2003 – Buddha Bar V